# とくぢ味噌
とくぢ味噌株式会社（とくぢみそ）は、山口県山口市に本部を置く、味噌の製造・販売を主力とする企業。社名（屋号）は個人事業で味噌の醸造を始めたのが旧徳地町（現在は山口市の一部）であることに由来する。1977年2月5日に法人化し、現社屋に移転。